# متحدین ماهان
متحدین ماهان یک کنفدراسیون ضعیف بود که از سده یکم پیش از میلاد تا سده سوم میلادی دوام یافت و مقر آن در کره جنوبی امروزی واقع بود. پس از فروپاشی گوجوسان، اتحادیه‌های مانند ماهان، جیهان و... تشکیل شد. در این زمان شکل گیری امپراتوری بویو باعث کم رنگ شدن نقش ماهان در شبه‌جزیره شد و اتحادیه ماهان توسط باکجه فتح شد.

## تاریخ
ماهان احتمالاً از جامعه مفرغی موجود قرن سوم تا دوم ق. م توسعه یافته است و در قرون بعدی به جذب مهاجر از شمال ادامه داد. پادشاه جون در پادشاهی گیجا چوسان در کره شمالی، با از دست دادن تاج و تخت به ویمان ، در حدود ۱۹۴ - ۱۸۰ ق. م به ایالت جین در جنوب شبه‌جزیره گریخت.  تصور می شود که او و پیروانش پایگاهی را در قلمرو جین ایجاد کردند. مشخص نیست که ماهان این پایگاه را فتح کرد یا خیر، اما قطعاً ماهان تحت تأثیر این هجوم فرهنگ شمالی بوده است. 
مهاجرت بیشتر به منطقه به دنبال سقوط ویمان چوسان و استقرار فرمانداری های چهارگانه در شبه جزیره کره      در ۱۰۸ ق. م انجام شد. این در وقایع نگاری چینی سان گو ژی و تاریخ نگاری‌های کره ای سامگوک یوسا و سامگوک ساگی توصیف شده است.
در قرن اول پس از میلاد، ایالت ولجی/موکجی (月支/目支) که کنفدراسیون ماهان را تشکیل داد و رهبری کرد، در نبرد با باکجه ، یکی دیگر از اعضای ماهان، شکست خورد و در نتیجه کل منطقه حوضه رودخانه هان کنونی را از دست داد.  اما سان گو ژی سقوط ایالت هان را که در مبارزه با فرماندهی لیلانگ و فرماندهی دایفانگ در ۲۴۶ م. ثبت کرده است.    تحت فشار مداوم باکجه، تنها ۲۰ قبیله کنفدراسیون ماهان تا اواخر قرن سوم باقی ماندند. باکجه در نهایت تا قرن پنجم تمام ماهان را جذب یا فتح کرد،  به یکی از سه پادشاهی کره ، همراه با شیلا و گوگوریو تبدیل شد.

## سیاست
پادشاهان ماهان گهگاه خود را «پادشاه جین» می‌خواندند و به ایالت جین سابق اشاره می‌کردند و ادعای حکومت بر تمام سامهان را داشتند. انبوهی از مصنوعات مفرغی و امکانات تولید نشان می دهد که ماهان احتمالاً اولین ساخته شده از سه هان بوده است.  ماهان در اوج قدرت خود، بخش زیادی از حوضه رودخانه هان و استان‌های امروزی گیونگگی ، چونگ‌چئونگ و جئولا را شامل می‌شد، اگرچه اتحاد سیاسی به رهبری ایالت موکی (목지국، 目支國) در چئونان ، چونگ چئونگ ، قدرت بیشتری داشت. 